# 葉映榴
葉映榴（1638年—1688年），字炳霞、丙霞，號蒼巖，直隸松江府上海縣新場人，清朝政治人物。

## 生平
來自吳中葉氏家族崑山分派新場支。父親葉有聲，母親吳氏。順治十八年（1661年）辛丑科進士，選翰林院庶吉士，散館授編修，康熙三年（1664年）任國子監博士，九年（1670年）任戶部主事，十一年（1672年）任陝西鄉試副考官，十二年（1673年）升戶部員外郎，十三年（1674年）升禮部郎中，監督贛關稅務，十七年（1678年）任陝西按察司僉事、陝西學政，二十四年（1685年）任湖廣布政使司參議、湖北督糧道。二十七年（1688年）武昌兵變，葉映榴身穿官服自刎而亡，贈工部侍郎，追諡忠節。

## 家族
夫人為張元始女；繼妻為陳元龍同母姊。有三子：葉旉、葉芳及葉子房。

## 延伸阅读
[在维基数据编辑]
 《清史稿·卷260》
 《清史稿·卷253》，出自趙爾巽《清史稿》